# Vertrag von Saint-Germain

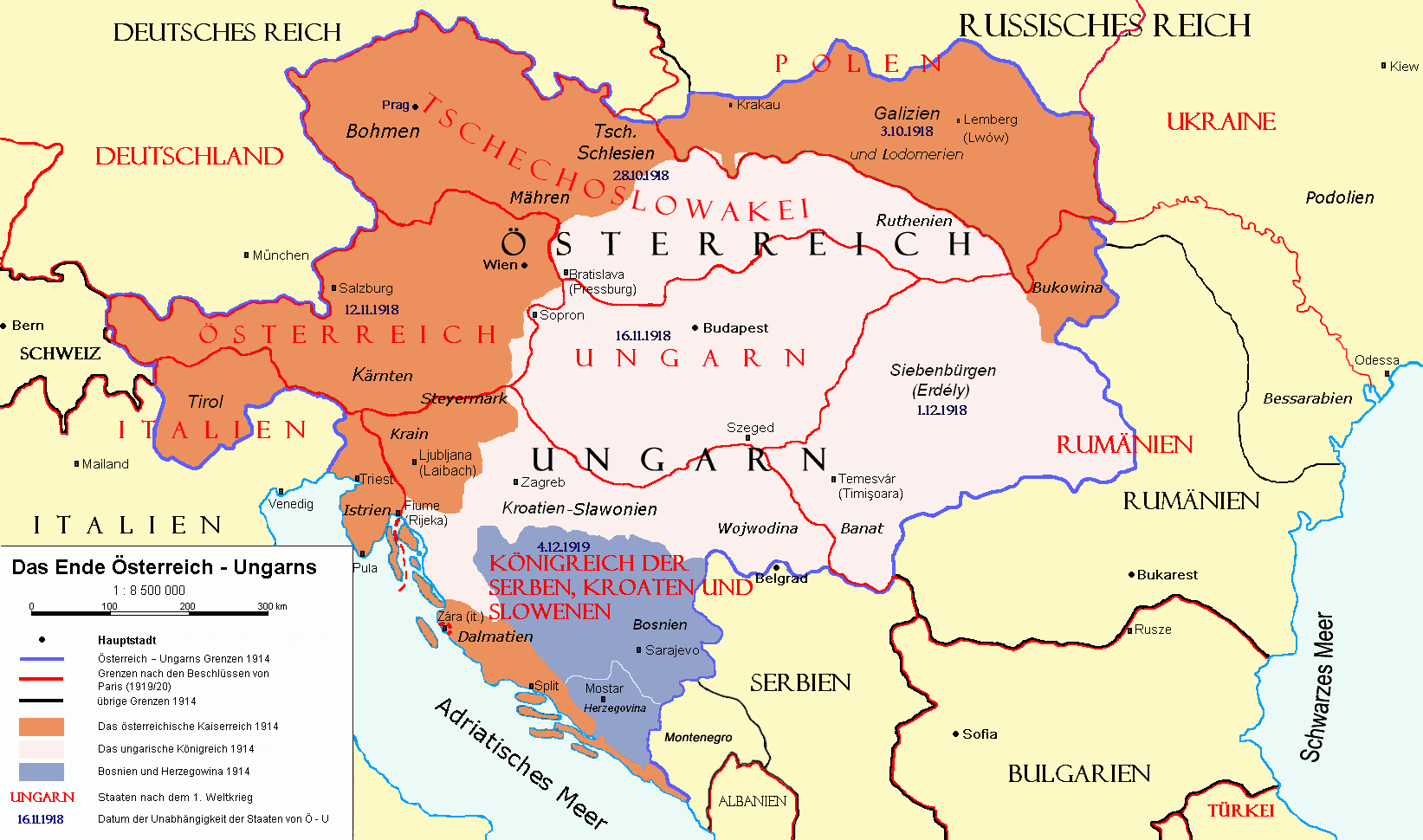
Die territoriale Aufteilung Österreich-Ungarns nach dem Ersten Weltkrieg

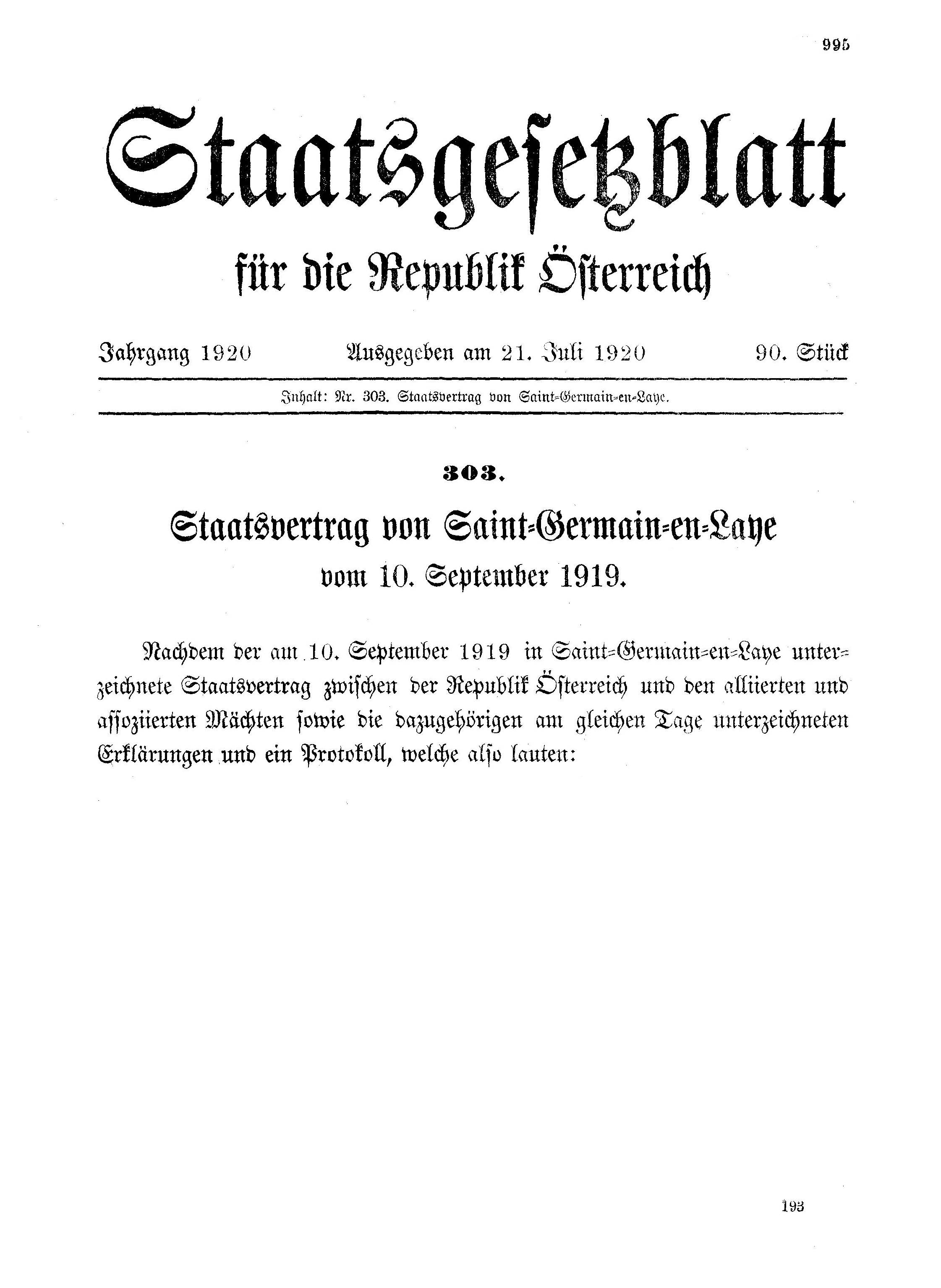
Staatsgesetzblatt für die Republik Österreich vom 21. Juli 1920: Verkündung des Vertrages von Saint-Germain-en-Laye

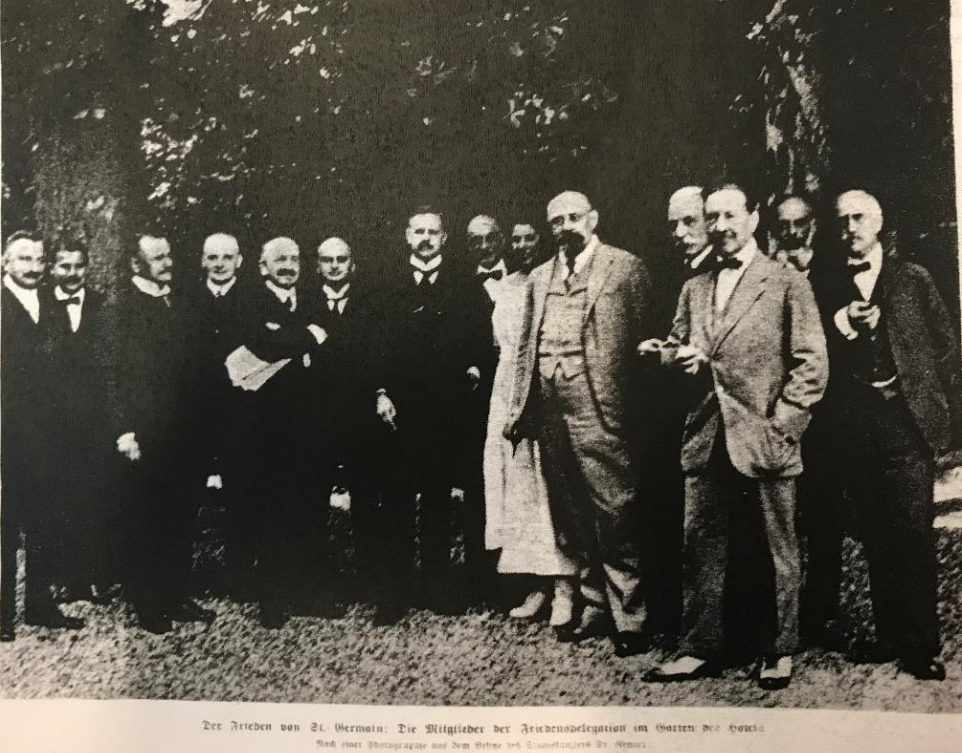
Die österreichischen Delegierten für die Vertragsverhandlungen unter der Führung von Karl Renner (1919)

Der Vertrag von Saint-Germain (vollständig Staatsvertrag von Saint-Germain-en-Laye) regelte nach dem Ersten Weltkrieg die Auflösung der österreichischen Reichshälfte (die im Reichsrat vertretenen Königreiche und Länder) Österreich-Ungarns und die Bedingungen für die neue Republik Deutschösterreich. Der Vertrag von Trianon regelte die Situation Ungarns, des anderen Teilstaates der vormaligen Doppelmonarchie. Der am 2. September 1919 den österreichischen Delegierten übergebene Vertrag wurde am 10. September 1919 im Schloss Saint-Germain-en-Laye unterzeichnet. Am 16. Juli 1920 trat er förmlich in Kraft und bestätigte die Auflösung Österreich-Ungarns auch völkerrechtlich.
Der Vertrag ist einer der Pariser Vorortverträge, die den Ersten Weltkrieg formal beendeten, und wurde zwischen Österreich und 27 alliierten und assoziierten Mitgliedern abgeschlossen. Zu den Signatarmächten zählten neben Österreich die USA, Großbritannien (mit seinen Dominions Irland, Kanada, Australien, Neuseeland und Indien), Frankreich, Italien und Japan sowie Belgien, Bolivien, Brasilien, China, Kuba, Ecuador, Griechenland, Guatemala, Haiti, Hedschas, Honduras, Liberia, Nicaragua, Panama, Peru, Polen, Portugal, Rumänien, der serbisch-kroatisch-slowenische Staat, Siam, die Tschechoslowakei und Uruguay. Dies waren die Gründungsmitglieder des Völkerbundes.
Im Mai 1919 reiste eine österreichische Delegation unter der Leitung von Karl Renner nach Saint-Germain-en-Laye. Eine direkte Teilnahme an den Gesprächen wurde ihr verweigert, sie konnte lediglich schriftliche Vorschläge unterbreiten.

## Bestimmungen
Die wichtigsten Bestimmungen der 381 Artikel des Vertrages von Saint-Germain sind:

### Kriegsschuldfrage
Österreich und seinen Verbündeten wurde in Art. 177 die Kriegsschuld auferlegt. Als Urheber sollten sie für die Verluste und Schäden verantwortlich sein, die die alliierten und assoziierten Regierungen und ihre Staatsangehörigen infolge des ihnen durch den Angriff Österreich-Ungarns und seiner Verbündeten aufgezwungenen Krieges erlitten hatten. Der Vertrag von Saint-Germain entsprach in diesen Artikeln dem Versailler Vertrag (Art. 231 ff. VV). In der Folge leistete Österreich jedoch anders als das Deutsche Reich angesichts seiner wirtschaftlichen Situation keine Reparationen. Es kam nicht einmal zur Festsetzung eines konkreten Betrages; die Forderung selbst wurde 1929 erlassen. Auch Ungarn wurden im Vertrag von Trianon Reparationen auferlegt.

### Territoriale Bestimmungen
- Böhmen, Mähren, Österreichisch-Schlesien und einige Gemeinden Niederösterreichs (u. a. Feldsberg, der Bahnhof Gmünd und Gebietsgewinne andere Gemeinden) gehen an die neu gegründete Tschechoslowakei, das Selbstbestimmungsrecht der deutschsprachigen Bevölkerung im Sudetenland (Deutschböhmen und Deutschmährer), die im Oktober 1918 die eigenständigen Provinzen Deutschböhmen und Sudetenland gegründet hatten, findet dabei keine Berücksichtigung.
- Galizien geht an Polen.
- Südtirol, Welschtirol, das Kanaltal und Istrien gehen an Italien.[3] Dabei verlief die neue Grenze in Tirol teilweise durch Gebiete einzelner Gemeinden.[4]
- Die Bukowina geht an Rumänien.
- Dalmatien, Krain, Teile der Untersteiermark sowie das Kärntner Mießtal und das Seeland gehen an das neue Königreich der Serben, Kroaten und Slowenen.
- Über Südkärnten ist eine Volksabstimmung darüber, ob es künftig zu Österreich oder zu Jugoslawien gehören möchte, durchzuführen.
- Deutsch-Westungarn geht an Österreich und erhält den Namen Burgenland (der Name rührt von den vier Komitaten Wieselburg, Eisenburg, Ödenburg und Pressburg her, aus deren Teilen das Burgenland gebildet wird).
- Ein Anschluss Österreichs an das Deutsche Reich sowie die Verwendung des Staatsnamens „Deutschösterreich“ werden verboten.

Nach Abtrennung dieser Gebiete blieb von Österreich (Cisleithanien) ein Reststaat von etwa 6,5 Millionen Einwohnern.

### Weitere Bestimmungen
- Für die Nachfolgestaaten der österreichisch-ungarischen Monarchie wurde ein Optionsrecht der Einwohner nach Rasse und Sprache vereinbart.[5]
- Aktive Minderheitenrechte: Neben dem Verbot von Diskriminierung Recht auf die Errichtung eigener gesellschaftlicher und sozialer Einrichtungen und Schulen mit Unterricht in der Minderheitssprache sowie angemessene Zuteilung öffentlicher Budgetmittel für Erziehungs-, Religions- und Wohltätigkeitseinrichtungen verbindlich als Grundgesetz (Verfassungsgesetz). Noch heute bilden diese Bestimmungen eine Säule des österreichischen Volksgruppenrechts.[6]
- Österreich musste auf die Ausübung der Konsulargerichtsbarkeit verzichten.[7]
- Eine allgemeine Wehrpflicht wird verboten. Es wird nur ein Berufsheer von 30.000 Mann erlaubt. Rüstungsfabriken und Waffen müssen zerstört werden.
- Die Gründung des Völkerbunds und der Internationalen Arbeitsorganisation (ILO), beides Schritte, welche den Vertrag bzw. die gesamten Pariser Vorortverträge von vorhergehenden Friedensverträgen deutlich unterscheiden.

## Protest
Die Konstituierende Nationalversammlung protestierte am 6. September 1919 öffentlich gegen den Vertragstext, der dem deutschösterreichischen Volk das Selbstbestimmungsrecht und den „Herzenswunsch“, die „wirtschaftliche, kulturelle und politische Lebensnotwendigkeit“ verweigere: die „Vereinigung mit dem deutschen Mutterlande“.
Man hoffe auf eine zukünftig mögliche Vereinigung, das Recht auf Einheit und Freiheit der Nation; 3,5 Millionen Deutschösterreichern werde nun eine „Fremdherrschaft“ auferlegt. Die Verantwortung für die zukünftigen Wirren liege bei dem „Gewissen jener Mächte, die trotz der Warnungen den Vertrag vollziehen werden“. Die wirtschaftlichen und finanziellen Bedingungen seien „undurchführbar“ und „politisch verhängnisvoll“.

## Originaldokument

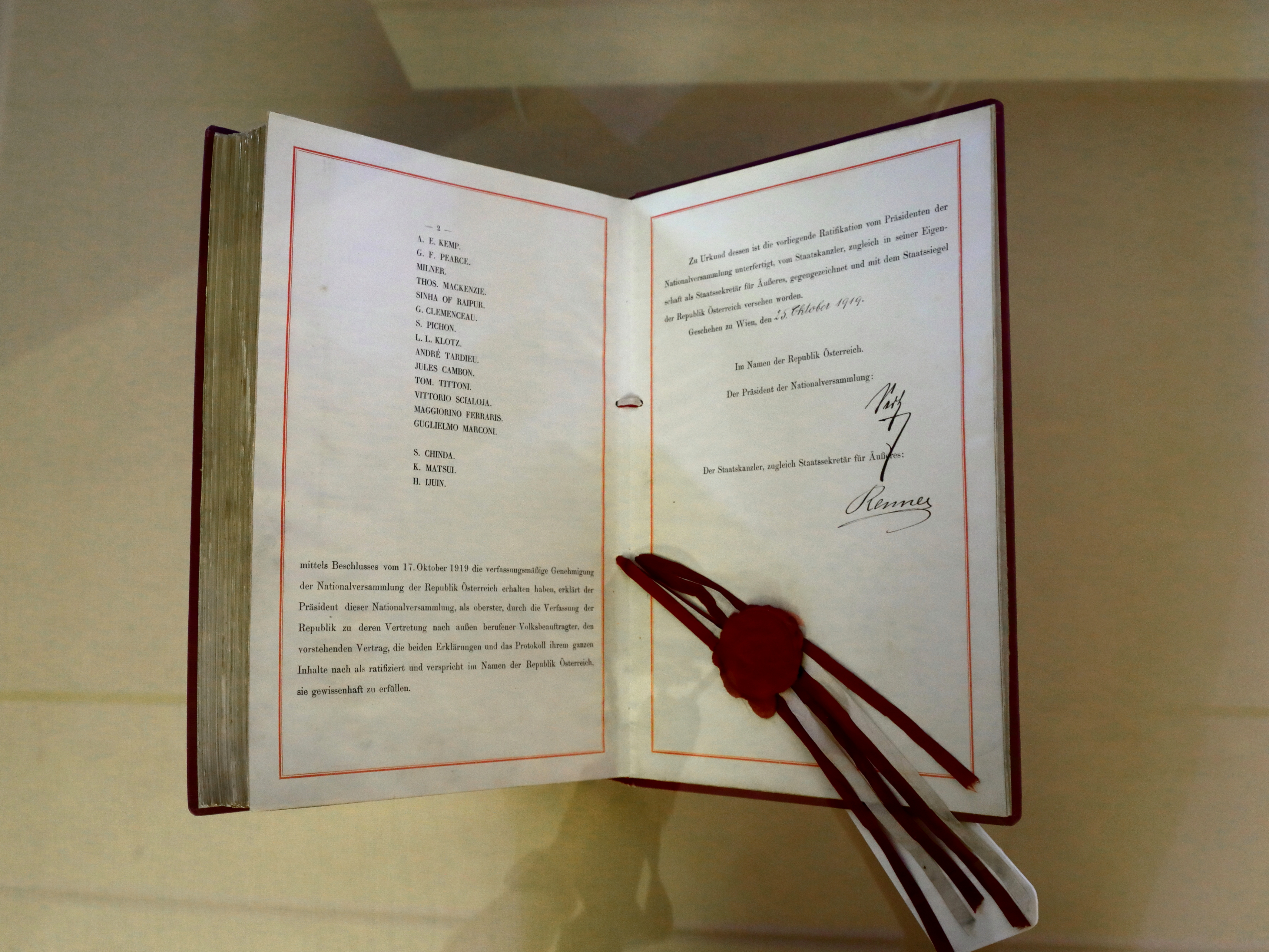
Vertrag von Saint-Germain, Ratifizierungsurkunde

Anlässlich des 90-jährigen Jubiläums der Republik Österreich hätte das Original des Vertrags von Saint-Germain in Wien ausgestellt werden sollen. Die nach der Unterzeichnung in Frankreich aufbewahrten Originale konnten in den französischen Archiven aber nicht mehr aufgefunden werden. Im Zweiten Weltkrieg war der Vertrag aus dem besetzten Frankreich nach Berlin gebracht und dort ausgestellt worden. Wahrscheinlich wurde er bei einem der Luftangriffe der Alliierten auf Berlin zerstört.

## Gedenken
Seit 2018 besteht der Wanderweg Grenzlandgalerie zwischen Österreich und Slowenien.